# Nupedia
Nupedia je bila pretežno angleška spletna enciklopedija, ki sta jo ustanovila Jimmy Wales in Larry Sanger. Obstajala je od marca 2000 do septembra 2003, najbolj pa je znana kot predhodnica Wikipedije.
Za Nupedio, katere članki so bili dostopni pod vsebino GFDL, je bil značilen postopek obsežnega recenziranja, zaradi česar so bili članki v njej po kakovosti primerljivi s profesionalno narejenimi enciklopedijami. Preden je spletišče prenehalo delovati, so za Nupedijo izdelali 25 člankov, ki so uspešno prestali postopek recenziranja (trije članki so tudi obstajali v dveh različicah različnih dolžin), nadaljnjih 74 člankov pa je bilo še v postopku. Sodelavci Nupedie so morali dosegati relativno visok prag znanja, saj je politika spletišča navajala: »Želimo urednike, ki so resnični izvedenci na svojih področjih in imajo (z nekaterimi izjemami) doktorat znanosti«.